# 假鱼蓝柯
假鱼蓝柯（学名：Lithocarpus gymnocarpus）为壳斗科柯属的植物。分布于越南东北部以及中国大陆的广西、广东、云南等地，生长于海拔800米至1,400米的地区，多生长于常绿阔叶林中，目前尚未由人工引种栽培。